# Mateo Azpeitia
Mateo Azpeitia (Caspe, Zaragoza, 21 de septiembre de 1878 - Madrid, 24/25 de septiembre de 1936) fue un jurista, notario y político español del siglo XX.

## Biografía
Nacido en Caspe, hijo del matrimonio formado por el abogado bilbilitano Joaquín Azpeitia Moros y la zaragozana Petra Esteban. Era sobrino del zoólogo Florentino Azpeitia Moros y sobrino nieto del diplomático Esteban Azpeitia.
Estudió derecho en la Universidad de Zaragoza. Obtuvo el doctorado en la Universidad Central de Madrid en 1903. Posteriormente fue profesor auxiliar en la Universidad de Zaragoza. Aprobó las oposiciones a notarías en 1906.
Tuvo una amplia carrera parlamentaria, siendo primero diputado por Soria en tres ocasiones, por el partido liberal de Romanones, en las legislaturas de 1916-1918, 1918-1919 y 1919-1920. Fue senador electo por la provincia de Soria en las legislaturas 1921-1922 y 1923. En ambas ocasiones también por el partido liberal. Durante la década de 1920 actuó como notario en numerosos negocios privados en los que participaron personalidades de la época como Alfonso XIII o el conde de Yebes.
Posteriormente durante la Segunda República Española fue diputado de la CEDA por la provincia de Zaragoza. Desde esta posición combatió la ley de Reforma Agraria. De 1932 a 1934 fue presidente de la Casa de Aragón en Madrid.
Murió en Madrid en la noche del 24 al 25 de septiembre de 1936 asesinado por el bando republicano. 
Tras el final de la Guerra Civil Española, sus restos fueron trasladados al cementerio de Torrero en Zaragoza donde recibieron sepultura el 12 de diciembre de 1939.
Fue un gran aficionado al tiro de pichón y a la caza.

## Matrimonio y descendencia
De su matrimonio con Pilar García, tuvo cinco hijos:
- Patrocinio
- Luis;
- María de la Purificación, casada (13 de junio de 1928) con el doctor Juan Manuel Garcia-Tapia Hernando hijo del célebre otorrinonaringologo segoviano Antonio García-Tapia;[17][18]
- Joaquín y
- María de las Nieves.

## Obras
- Los menores aragoneses y sus instituciones de edad ante los Fueros, observancias y el código civil: memoria de Doctorado en Derecho. (1903)
- Sucesión del cónyuge viudo en Aragón Archivado el 23 de junio de 2020 en Wayback Machine.. (1914)

### Individuales
1. ↑  «Expediente personal del senador D. Mateo Azpeitia Esteban, por la provincia de Soria.  2. Partida de nacimiento (Caspe -Zaragoza-, 21 de septiembre de 1878) (1920-12-30)». p. Senado de España.
2. ↑  Azpeitia Esteban, Mateo (1903). Los menores aragoneses y sus instituciones de edad ante los Fueros, observancias y el código civil: memoria de Doctorado en Derecho. Universidad Complutense de Madrid. Consultado el 17 de mayo de 2020.
3. 1 2  Sierra Cibirain, Gabriela; Gracia, Francisco. «Mateo Azpeitia Esteban». Zaragoza en el Congreso de los Diputados Parlamentarios durante la Segunda República. p. 28.
4. ↑  «Expediente personal del senador D. Mateo Azpeitia Esteban, por la provincia de Soria.». Senado de España.
5. ↑  Gortázar, Guillermo. «Capítulo 3. Sector de espectáculos, turismo e inmobiliario». Alfonso XIII, hombre de negocios. Madrid: Alianza Editorial. p. 89. ISBN 84-206-9542-4.
6. ↑  Zavala, José María (2013). La pasión de Pilar Primo de Rivera. Penguin Random House Grupo Editorial España. ISBN 978-84-01-34702-3. Consultado el 1 de septiembre de 2021.
7. ↑  Gil cuadrado, Luis Teófilo (2007). «El Partido Agrario Español (1934-1936) una alternativa conservadora y republicana». Universidad Complutense de Madrid: 348.
8. ↑  «Juicios y actitudes ante el proyecto de reforma agraria». ABC. 17 de abril de 1932. p. 39.
9. ↑  «Historia | Casa de Aragon en Madrid». Consultado el 17 de mayo de 2020.
10. ↑  «Inhumación de los restos de Mateo Azpeitia». ABC. 13 de diciembre de 1939. p. 8.
11. ↑  «El Concurso Internacional de Tiro de Pichón en Canto Blanco». ABC. 28 de abril de 1934. p. 8. «Don Victoriano Acosta, presidente de la Sociedad, con el director de Tiro a su izquierda, D. Mateo Azpeitia, y el secretario, D. Carlos Latorre, a su derecha.»
12. ↑  «Gran Mundo. Reuniones y fiestas». El Imparcial (21.896). 19 de julio de 1930. p. 3. «Mañana, domingo, continuarán  en San Ildefonso las  tiradas de pichón, disputándose una copa de don   Alfredo Baüer y otra de don Mateo Azpeitia».
13. ↑  «Una fiesta en honor del ministro de Gracia y Justicia». El Sol. p. 4. «Tomaron  parte  en  las  tiradas  loe  señores   Estrada    Taboada,   Azpeitia   (Mateo   y   Luis)».
14. ↑  «A   través  de  los deportes». La Nación. p. 9. «El premio de D. José María Cabanas lo ganó  D. Mateo Azpeitia».
15. ↑  Azpeitia Esteban, Mateo (Octubre de 1931). «El  tiro  de  pichón  en  San  Sebastián». Revista Cinegética Ilustrada. pp. 18-19.
16. ↑  «De todas partes.  Una cacería de perdices en "La Veguilla" y "La Encomienda"». Revista Cinegética Ilustrada (44). Febrero de 1927. pp. 27-28.
17. ↑  «La boda de esta tarde. La señorita Purificación Azpeitia y el doctor García-Tapia». La Nación (831). 13 de junio de 1928. p. 8.
18. ↑  «Bodas aristocráticas». Blanco y Negro (1.936). 24 de junio de 1928. p. 84.

- Datos: Q81619389
- Multimedia: Mateo Azpeitia / Q81619389